# هارالد هاين
هارالد هاين (بالألمانية: Harald Hein)‏ هو مبارز بالسيف ألماني، ولد في 19 أبريل 1950 في تاوبربيشوفسهايم في ألمانيا، وتوفي بنفس المكان في 20 مايو 2008.

## وصلات خارجية
- هارالد هاين على موقع أوليمبيديا (الإنجليزية)